# Shooting Stars de Louisville
Les Shooting Stars de Louisville sont une franchise de hockey sur glace ayant évolué dans la Ligue internationale de hockey.

## Historique
L'équipe a été créée en 1953 à Louisville au Kentucky et fit partie de la LIH durant la saison 1953-1954, cessant ses activités au terme de celle-ci.

### Saisons en LIH
Note: PJ : parties jouées, V : victoires, D : défaites, N : matchs nuls, DP : défaite en prolongation, DF : défaite en fusillade, Pts : Points, BP : buts pour, BC : buts contre, Pun : minutes de pénalité
| Saison    | PJ | V  | D  | N | Pts | Classement  | Séries éliminatoires | Entraîneur |
| --------- | -- | -- | -- | - | --- | ----------- | -------------------- | ---------- |
| 1953-1954 | 64 | 18 | 42 | 4 | 40  | 8e rang LIH | -                    | -          |